# Austrogammarus spinatus
Austrogammarus spinatus is een vlokreeftensoort uit de familie van de Paramelitidae. De wetenschappelijke naam van de soort is voor het eerst geldig gepubliceerd in 1988 door Williams & Barnard.